# Albin Stobwasser
Albin Stobwasser (* 16. März 1904 in Saalburg; † 17. Februar 1986 in Hamburg) war ein deutscher kommunistischer Parteifunktionär, Widerstandskämpfer gegen den Nationalsozialismus und von 1964 bis 1979 Landessekretär der Vereinigung der Verfolgten des Naziregimes – Bund der Antifaschistinnen und Antifaschisten (VVN) in Hamburg.

## Leben
Stobwasser wuchs in Thüringen auf und war von Beruf Steinmetz. Er war Mitglied der USPD und Gründungsmitglied der Sozialistischen Arbeiter-Jugend in Saalburg. Nach der Zerschlagung der Thüringer Koalitionsregierung aus SPD und KPD im Jahre 1923 im Rahmen der Reichsexekution hatte er verschiedene Wohnorte. Schließlich zog er nach Hamburg und wurde 1926 Mitglied der KPD. Ab 1928 war er in Hamburg-Blankenese Instrukteur der KPD-Bezirksleitung Hamburg.
Nach 1933 war er im Widerstand und in der illegalen RGO-Bezirksleitung in Hamburg. Im Oktober 1933 wurde er verhaftet und im Juni 1934 zu zwei Jahren Zuchthaus wegen Vorbereitung zum Hochverrat verurteilt. Nach Verbüßung der Strafhaft kam er in das KZ Esterwegen und KZ Sachsenhausen. Nach der Entlassung nach Hamburg kam er 1939 in das KZ Fuhlsbüttel.
Nach 1945 war er in der KPD in Hamburg und in Schleswig-Holstein tätig. Stobwasser amtierte von 1951 bis 1953 als Landesvorsitzender der KPD Rheinland-Pfalz. Er war von 1964 bis 1979 Landessekretär der VVN in Hamburg. 1968 wurde er Mitglied der DKP. Seit 1973 war er Mitglied des Kuratorium der Gedenkstätte Ernst Thälmann in Hamburg.
Albin Stobwasser wurde auf dem Hamburger Friedhof Ohlsdorf im Bereich des Ehrenfelds der Geschwister-Scholl-Stiftung beigesetzt.

## Veröffentlichungen
- Die den Roten Winkel trugen – Zur Geschichte der VVN-Bund der Antifaschisten Hamburg, Hrsg.: VVN-Hamburg, Hamburg 1983